# Alisha Boe

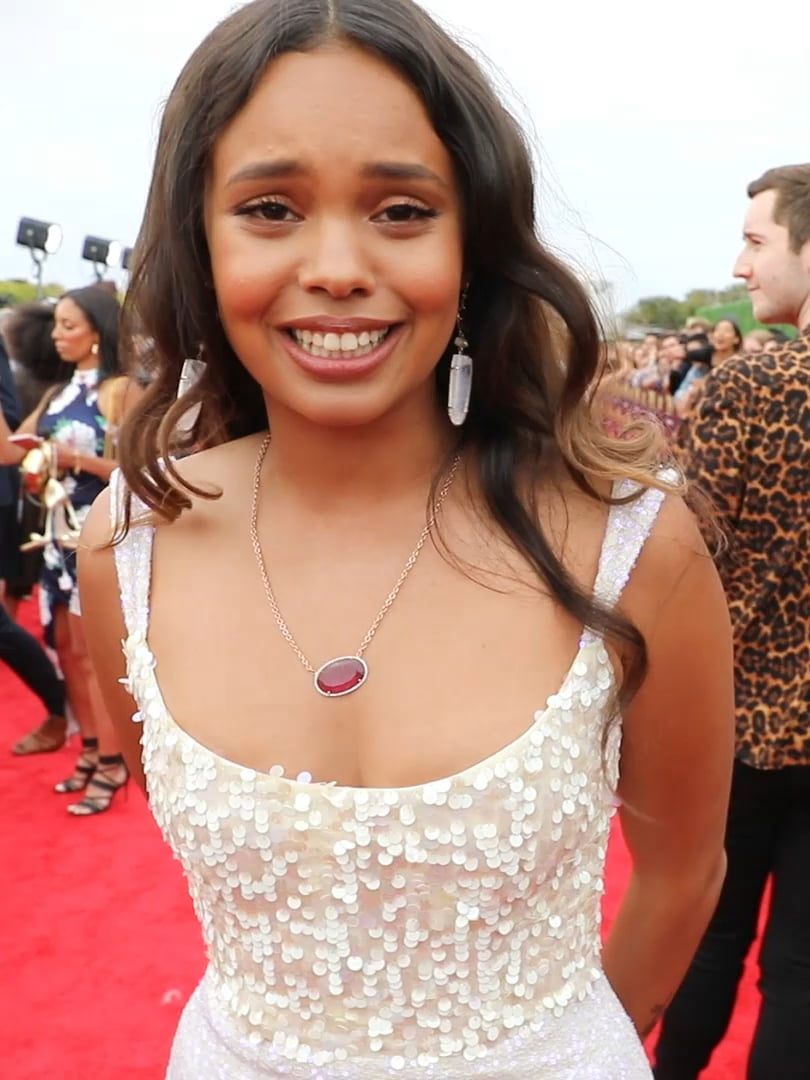
Alisha Boe MTV Awards (2018)

Alisha Boe, właśc. Alisha Ilhaan Bø (ur. 6 marca 1997 w Oslo) – norweska aktorka i piosenkarka, która grała m.in. w serialu Trzynaście powodów.
Boe jest pochodzenia somalijsko-norweskiego. Urodziła się w Norwegii, lecz dorastała w Los Angeles.

## Filmografia
- Amusement (2008) jako młoda Lisa
- He's on My Mind (2009) jako Laci
- Parenthood (2012) jako Pretty Girl
- Paranormal Activity 4 (2012) jako Tara
- Extant: Przetrwanie (2014) jako Brynn Hendy
- Dni naszego życia (2014–2015) jako Daphne
- Bez zobowiązań (Casual, 2015) jako Becca
- CSI: Cyber[2] (2015–2016) jako Grace Clarke
- Ray Donovan[2] (2015–2016) jako Janet
- Teen Wolf: Nastoletni wilkołak ([2], 2016) jako Gwen
- 68 Kill (2017) jako Violet
- Trzynaście powodów (2017–2020) jako Jessica[2]
- Gates of Darkness (2019) jako Alexa O'Connor
- Królowe życia (Poms[2], 2019) jako Chloe
- Seks to nie grzech (Yes God Yes[2], 2019) jako Nina
- When You Finish Saving the World[2] (2022) jako Lila
- Zróbmy zemstę (2022) jako Tara

## Teledyski
- Shawn Mendes, Lost In Japan[3]